# Kievs tunnelbana
Kievs tunnelbana (ukrainska: Київськe метро Kyjivske metro) är ett tunnelbanesystem i Ukrainas huvudstad Kiev. Den första linjen öppnades 1960. Linjenätet har 52 stationer och är totalt 70 kilometer långt (2017).

## Historik

### Bakgrund
Kievs tunnelbana öppnades 1960 – efter 11 års byggande – som det tredje tunnelbanesystemet i Sovjetunionen. Dessförinnan hade Moskva och Sankt Petersburg (då Leningrad) fått sina egna tunnelbanor. De första planerna på en tunnelbana i Kiev går dock tillbaka så långt som till 1884.

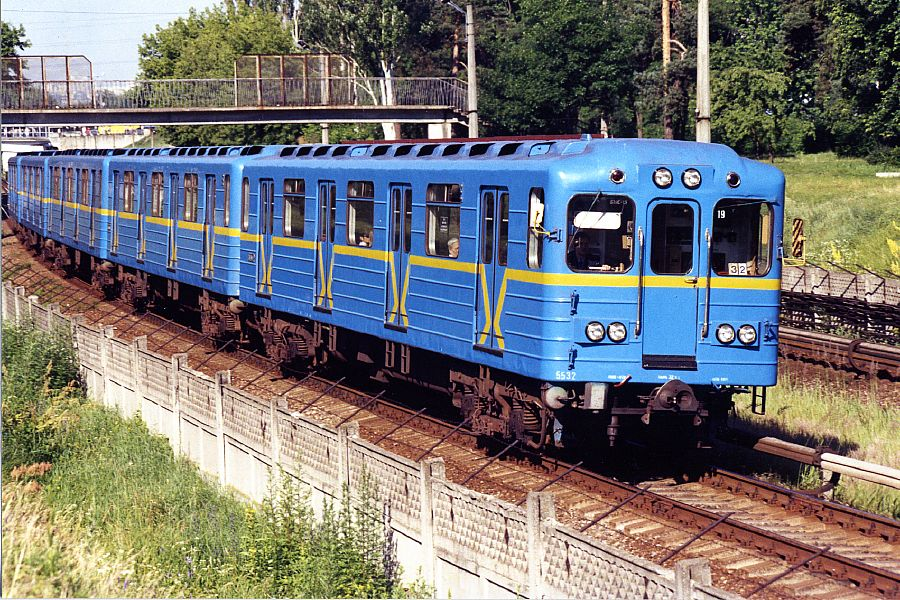
Tåg nära linje 1-stationen Tjernihivska öster om Dnepr.

### Linje 1 (röd)
Den första linjen var vid öppnandet 5,2 kilometer lång och band samman stationerna Vokzalna (Centralstationen) och Dnipro. Senare har linjen byggts ut i etapper, och numera är den 22,8 km lång och försed med 18 stationer. Den löper från väster till öster genom Kievs centrum och passerar över Dnepr på två broar.
Utbyggnad
- 6 november 1960: Vokzalna <—> Dnipro (5,2 km)
- 5 november 1963: Vokzalna <–> Zavod "Bilsjovyk" (idag Sjuljavska) (3,3 km)
- 5 november 1965: Dnipro <–> Darnytsia (inkl. tunnelbanebro, 4,2 km)
- 4 oktober 1968: Darnytsia <–> Komsomolska (idag Tjernihivska) (1,3 km)
- 5 november 1971: Zavod "Bilsjovyk" <–> Sviatosjyn (4,2 km)
- 4 december 1979: Komsomolska <–> Pionerska (idag Lisova) (1,2 km)
- 7 november 1987: Teatralna-stationen (tidigare Leninska) öppnad
- 24 maj 2003: Sviatosjyn <–> Akademmistetjko (3,3 km)

### Linje 2 (blå)
Den andra linjen öppnade 1976, och utbyggnader skedde under 1980- och 2010-talet. Linjen löper från norr till söder genom stadens centrum. Numera har linjen 18 stationer och en sammanlagd banlängd på 20,9 km.
Utbyggnad
- 17 december 1976: Plosjtja Kalinina (idag Majdan Nezalezjnosti) <–> Tjervona Plostja (idag Kontraktova Plosjtja) (2,3 km)
- 1980: Tjervona Plosjtja <–> Prospekt Kornijitjuka (idag Obolon) (4,4 km)
- 19 december 1981: Plosjtja Zjovtnevoj Revoljutsii <–> Respublikanskyj Stadion (2,1 km)
- 6 november 1982: Prospekt Kornijitjuka <–> Heroiv Dnipra (2,2 km)
- 30 december 1984: Respublikanskyj Stadion <–> Dzerzjynska (idag Lybidska) (2,3 km)
- 15 december 2010: Lybidska <–> Vasylkivska (3,8 km)
- 27 december 2011: Vasylkivska <–> Vystavkovyj Tsentr (Utställningscentret; 1,5 km)
- 25 oktober 2012: Vystavkovyj Tsentr <–> Ipodrom (1 km)
- 6 november 2013: Ipodrom <—> Teremky (1,5 km)

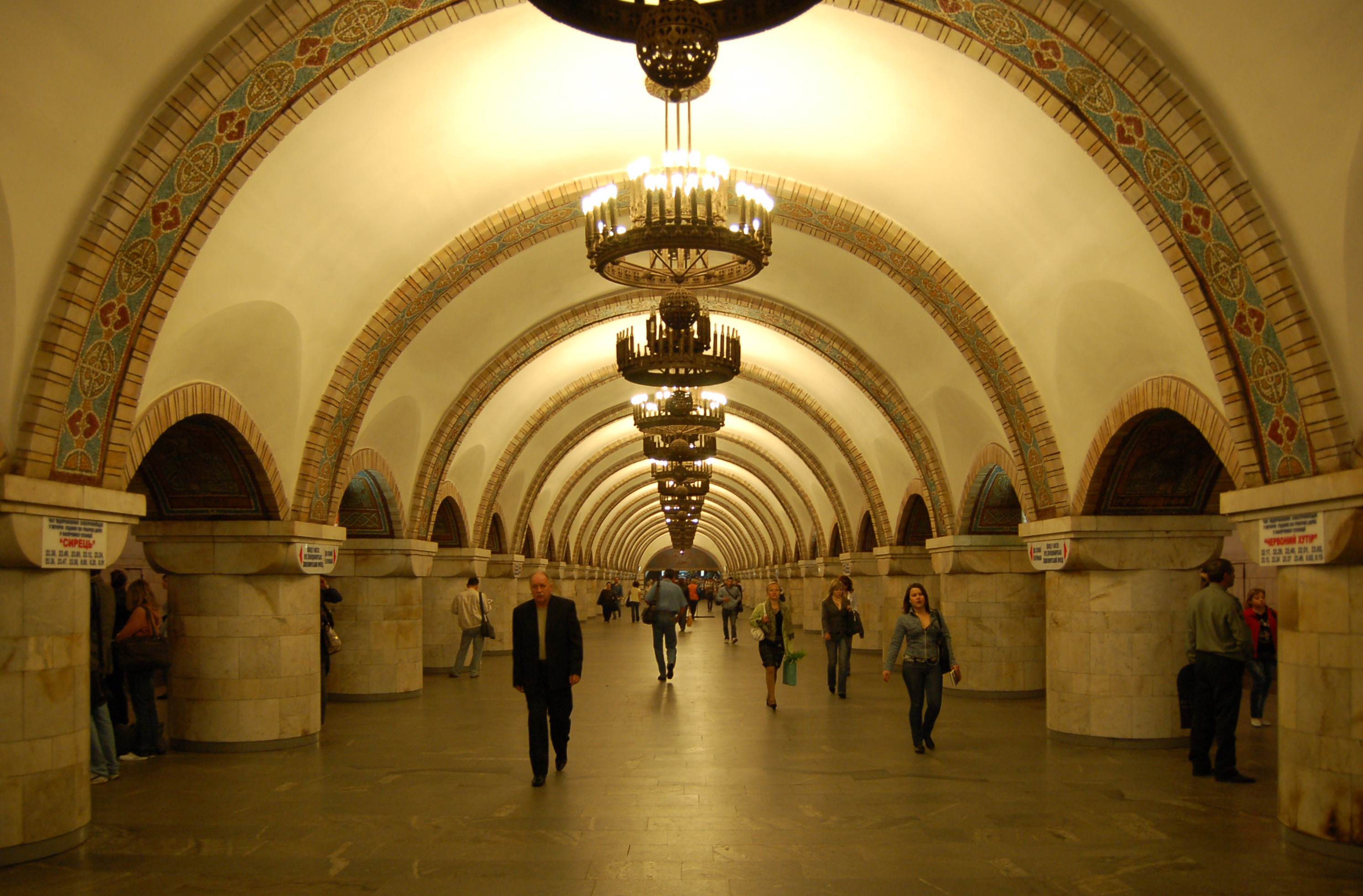
Stationenen Zoloti Vorota på linje 3.

### Linje 3 (grön)
Första delen av den tredje tunnelbanelinjen öppnades för trafik 1989. Linjen går genom Kiev från nordväst till sydöst och passerar numera Dnepr på sin väg mot Kievs internationella flygplats Boryspil. Sedan 2008 är linjen 23,9 km lång och har 16 stationer.
Utbyggnad
- 31 december 1989: Zoloti Vorota <–> Metjnikova (idag Klovska) (1,9 km)
- 29 december 1991: Metjnikova <–> Vydubytji (4,4 km, utan Petjerska)
- 30 december 1992: Vydubytji <–> Osokorky (4,2 km, utan Telytjka)
- 30 december 1994: Osokorky <–> Charkivska (2,6 km)
- 30 december 1996: Zoloti Vorota <–> Lukjanivska (3,1 km; Lvivska Brama inte färdigställd).
- 30 december 1997: Petjerska-stationen öppnad
- 30 mars 2000: Lukjanivska <–> Dorohozjyty (2,7 km)
- 14 oktober 2004: Dorohozjytjy <–> Syrets (1,4 km)
- 23 augusti 2005: Charkivska <–> Boryspilska (2,5 km, utan Vyrlytsia)
- 4 mars 2006: Vyrlytsia-stationen öppnad
- 23 maj 2008: Boryspilska <–> Tjervony Chutir (1,1 km)

### Planerad utbyggnad
På linje 3 väntas Lvivska Brama-stationen öppna under 2015, efter att Lvivska-torget ovanför stationen byggts om.
Cirka 2017 planeras de fem första stationerna på den väst-östliga (från Tarasa Sjevtjenka till Raduzjna) fjärde linjen öppnas för trafik. Linjen ska korsa de tre övriga linjerna strax norr om stadskärnan och löpa över Dnepr på en nybyggd väg-/järnvägsbro i nordöst.

### Namnändringar
Genom åren har ett antal av tunnelbanestationerna fått nya namn. Ofta har det rört sig om kommunistiska eller sovjetiska namn som blivit ersatta.
| År   | Gammalt namn                     | Nytt namn                       |
| ---- | -------------------------------- | ------------------------------- |
| 1977 | Plosjtja Kalinina                | Plosjtja Zjovtnevoj Revoljutsii |
| 1989 | Tjervona Plosjtja                | Kontraktova Plosjtja            |
| 1989 | Tjervonoarmiiska                 | Palats "Ukrajina"               |
| 1989 | Dzerzjynska                      | Lybidska                        |
| 1989 | Komsomolska                      | Tjernihivska                    |
| 1989 | Leninska                         | Teatralna                       |
| 1989 | Metjnikova                       | Klovska                         |
| 1989 | Pionerska                        | Lisova                          |
| 1989 | Plosjtja Zjovtnevoj Revoljutsiji | Majdan Nezalezjnosti            |
| 1989 | Prospekt Korniitjuka             | Obolon                          |
| 1989 | Zavod "Bilsjovyk"                | Sjuljavska                      |
| 1989 | Zjovtneva                        | Beresteiska                     |
| 2011 | Respublikanskyj Stadion          | Olimpijska                      |

## Statistik
Sedan november 2013 består linjenätet av sammanlagt 67,6 kilometer.
Dagligen åker över 1,4 miljoner passagerare med tunnelbanan, vilket motsvarar knappt 40 procent av alla kollektivtrafikresor i Ukrainas huvudstad.
Under 2013 gjordes mer än 536 miljoner resor.
Vid sidan av Kievs metro finns två linjer med snabbspårväg. Den första linjen, invigd 1977, löper från centralstationen ut mot Kievs västra förorter och är 9,1 km lång. Den andra linjen är på 6,7 och löper på östra sidan av Dnepr i nordost; linjen ansluter också till Kievs normala spårvagnsnät vid Miloslavska.

## Källhänvisningar
1. 1 2  Forney, Marie (2013-07-07): "Kyiv Metro". Arkiverad 27 november 2014 hämtat från the Wayback Machine. Sras.org. Läst 15 november 2014. (engelska)
2. 1 2 3 4 5 6 7 8  "Kyiv". Urbanrail.com. Läst 15 november 2014. (engelska)
3. ↑  "Перспективи розвитку". Metro.kyiv.ua. Läst 15 november 2014. (ukrainska)